# 大佛顶尊胜陀罗尼经幢
大佛顶尊胜陀罗尼经幢，即卢龙陀罗尼经幢，是位于中国河北省卢龙县城内的一座金代经幢，第六批全国重点文物保护单位。经幢通高10米，共6级，之前于1982年7月23日入选河北省文物保护单位。